# キム・ヒソン
キム・ヒソン（김 희선、1977年6月11日 - ）は、韓国の女優。本貫は金寧金氏。ソウル特別市出身。身長168cm、体重45kg、血液型O型。

## 来歴
中央大学校第一キャンパス（ソウル）の演劇科を卒業。
中学生時代に「ジュニア美しい顔選抜大会」で大賞を受賞し、モデルデビュー。
1993年にドラマ「恐竜先生」で女優デビュー。1995年には、ドラマ「風の息子」「風呂屋の息子たち」に出演し、KBS演技大賞の新人演技賞を受賞した。1998年には、ドラマ「ミスターQ」でSBS演技大賞の大賞を受賞。2017年にAsia Artist Awardsのドラマ部門で大賞を受賞した。
2014年に出演したドラマ「本当に良い時代」では流暢な慶尚道方言を駆使し役を好演し話題になったが、これは彼女の両親が大邱広域市出身であり、日常生活で聞き慣れていたためであるという。
彼女の出身地は長らく大邱広域市であるとされてきたが、彼女自身は江東区 (ソウル特別市)で生まれ、小学校から大学までソウル特別市の学校を卒業しているため、出身地はソウルである。
韓国では両親または父親の出身地が本人の出身地(ルーツ)と見なされることがしばしばある。

## 出演作品

### ドラマ
- 恐竜先生（1993年、SBS）
- 李ガサクリスティ（1994年、SBS）
- 春香伝（1994年、KBS）
- 風の息子（1995年、KBS） - イ・ヨンファ役
- 風呂屋の息子たち（1995年、KBS）
- COLOR カラー（1996年、KBS） - ソン・ウニョン役／キム・ヘジン役
- 遥か遠い国 -青春の光と影-（1996年、KBS）
- プロポーズ（1997年、KBS） - キム・ユラ役
- ニューヨークストーリー（1997年、SBS）
- ウエディング・ドレス（1997年-1998年、KBS） - キム・ドゥナ役
- この世の果てまで（1998年、MBC） - ハン・ソヒ役
- ミスターQ（1998年、SBS） - ハン・ヘウォン役
- ひまわり（1998年-1999年、MBC） - ハン・スヨン役
- トマト（1999年、SBS） - イ・ハニ役
- グッバイ・マイ・ラブ（1999年、MBC） - ソ・ヨンジュ役
- 窈窕淑女（2003年、SBS） - ハ・ミンギョン役
- 悲しき恋歌（2005年、MBC） - パク・ヘイン役
- スマイル・アゲイン（2006年、SBS） - オ・ダンヒ役
- シンイ-信義-（2012年、SBS） - ユ・ウンス 役
- 本当に良い時代（2014年、KBS） - チャ・ヘウォン
- ラヴリー・アラン（2015年、MBC） - チョ・ガンジャ（チョ・バンウル）役
- 品位のある彼女（2017年、JTBC） - ウ・アジン 役
- ナインルーム（2018年、tvN） - ウルチ・ヘイ役
- アリス（2020年、SBS） - ユン・テイ／パク・ソニョン役
- 明日（2022年、MBC） - ク・リョン役
- 再婚ゲーム（2022年、Netflix） - ソ・ヘスン役
- 我が家 ～嘘のかけら～（2024年） - ヨンウォン役

### 映画
- 敗者復活戦（1997年）
- 愛のゴースト（1999年）
- ホワイトクリスマス〜恋しくて、逢いたくて〜（1999年）
- アウトライブ -飛天舞-（2000年）
- ワニ&ジュナ〜揺れる想い〜（2001年）
- 天国からの手紙（2003年）
- THE MYTH/神話（2006年）
- マイ・スイート・ハニー（2024年）
- A LEGEND/伝説（2024年）

### バラエティ
島銃士